# زنان در موریس
زنان در موریس به وضعیت اجتماعی-جمعیتی زنان در موریس اشاره دارد. نقش زنان در جامعه موریس در طول قرن بیستم تغییر کرد. به‌طور تاریخی، فرهنگ موریس ساختارهای قدرت مردسالارانه را در حوزه‌هایی همچون خانواده و زندگی کاری حفظ کرده است. مشارکت زنان در نیروی کار به دلیل ایجاد منطقه پردازش صادرات توسط دولت موریس افزایش یافت. این تغییر منجر به افزایش خانواده‌های دو درآمدی و خانوارهایی شده است که زنان سرپرست خانوار هستند.
علاوه بر این، در سال ۲۰۰۸، موریس قانون حقوق استخدام را تصویب کرد. این قانون تبعیض در محیط کار را ممنوع کرده و پرداخت برابر برای کارهای با ارزش برابر را الزام می‌کند. بر اساس قانون مدنی و این قانون، زنان و مردان، بدون در نظر گرفتن وضعیت تأهل، از نظر قانونی حق انتخاب حرفه خود را دارند.

## پارلمان
در دوران پس از استعمار، زنان در موریس هنوز تحت تأثیرات فرهنگ‌های پیش از استعمار قرار داشتند، به طوری که در قرن ۱۹، قوانین موریس زنان را به‌عنوان اموال غیرقابل انتقال همسرانشان در نظر می‌گرفت. پس از مدتی دولت قوانینی را که مربوط به تقسیم ارث و حق مهاجرت آزاد علیه زنان بود، لغو کرد. در سال ۱۹۸۹، دولت مسئولانی را در وزارتخانه‌های اصلی خود برای رسیدگی به مسائل مربوط به زنان منصوب کرد. گزارش‌های وزارت حقوق زنان و رفاه خانواده نشان‌دهنده برخی پیشرفت‌ها در مسائل مربوط به تبعیض علیه زنان است.
برخی از تحولات مثبت در پارلمان موریس شامل انتصاب آمینه غریب‌فقیم به مقام ریاست‌جمهوری بین سال‌های ۲۰۱۵ تا ۲۰۱۸ و همچنین انتخاب مایا هانومانجی به‌عنوان اولین رئیس زن پارلمان در سال ۲۰۱۴ است.

## رویدادها
در سال ۲۰۱۶، وزارت برابری جنسیتی درخواست کرد که یک تبلیغ از شرکت کوکاکولا به دلیل دریافت شکایت از یک مشاور جنسیت که آن را «جنسیت‌زده» تلقی کرده بود، حذف شود. در مارس ۲۰۱۸، قانونی جدید برای ایجاد شورای ملی زنان به‌عنوان بستری برای بیان نیازها و آرمان‌های زنان تصویب شد. برای رسیدگی به مسائلی مانند خشونت علیه زنان، قاچاق زنان و ترویج و حفاظت از حقوق جنسی و سلامت جنسی و باروری، در تاریخ مه ۲۰۱۸، توافق‌نامه‌ای مشترک برای نظارت بر برنامه اقدام جنسیتی با اتحادیه اروپا امضا شد.

## شاخص‌های توسعه

### اقتصادی
در موریس، نرخ بیکاری زنان در سن کار (۱۵ سال به بالا) ۱۰٪ است. درصد زنان در مناصب ارشد، از جمله: مدیر ارشد، دبیر دائمی و معاون دبیر دائمی، از ۲۳٪ در سال ۲۰۰۱ به ۴۰٪ در سال ۲۰۱۶ افزایش یافت. یک کنفرانس بین‌المللی در اوت ۲۰۱۸، بیانیه‌ای در مورد توانمندسازی اقتصادی زنان و همچنین برنامه کاری برای حوزه‌های اولویت‌دار اتحادیه حاشیه اقیانوس هند ارائه داد تا به‌طور قابل توجهی در توانمندسازی اقتصادی زنان مشارکت کند.

### آموزشی
نسبت دانش‌آموزانی که از دوره ابتدایی به دوره متوسطه در سال ۲۰۱۱ راه یافتند، برای پسران ۷۹٪ و برای دختران ۸۴٪ بود.

### جنسیتی
در سال ۲۰۱۳، شاخص نابرابری جنسیتی در موریس ۰٫۳۷۵ بود. به گفته جیووا-دوریو، موریس در مسیر درستی برای حذف تبعیض علیه زنان قرار دارد.